# Henry P. Fletcher

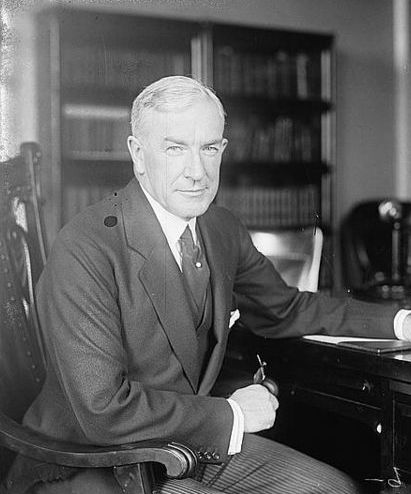
Henry P. Fletcher

Henry Prather Fletcher (* 10. April 1873 in Greencastle, Franklin County, Pennsylvania; † 10. Juni 1959 in Newport, Rhode Island) war ein US-amerikanischer Diplomat und Politiker. Er fungierte von 1934 bis 1936 als Vorsitzender des Republican National Committee, der Parteiorganisation der Republikaner.
Nach seinem Schulabschluss an der Chambersburg Academy und der Aufnahme in die Anwaltskammer des Franklin County arbeitete Henry Fletcher zunächst als Jurist. 1898, nach Ausbruch des Spanisch-Amerikanischen Krieges, schloss er sich den Rough Riders an, dem von Theodore Roosevelt kommandierten 1. US-Freiwilligen-Kavallerieregiment. Als sein Militärdienst beendet war, schlug Fletcher eine Laufbahn im diplomatischen Dienst ein. Ab 1902 wurde er in Kuba, Portugal und China als Delegationsmitglied eingesetzt, ehe er am 9. September 1910 das Amt des Gesandten in Chile übernahm; 1914 wurde dieser Posten zum offiziellen Botschafter aufgewertet. Zwischen 1916 und 1919 vertrat er die USA dann als Nachfolger von Henry Lane Wilson in Mexiko.
Zwischen 1921 und 1922 gehörte Henry Fletcher als United States Under Secretary of State der Regierung von Präsident Warren G. Harding an. Er war damit der Stellvertreter von Außenminister Charles Evans Hughes. Nach einem Jahr verließ er Washington bereits wieder und absolvierte weitere diplomatische Missionen als Botschafter in Belgien (1922–1924) und als Botschafter in Italien (1924–1929), wo er auf Richard Washburn Child folgte.
1934 trat Fletcher die Nachfolge von Everett Sanders als Vorsitzender des Republican National Committee an. Diesen Posten hatte er zwei Jahre lang inne und übergab ihn 1936 an John Hamilton. Obwohl er nie ein politisches Wahlamt ausübte, wurde er im selben Jahr als Bewerber um das Amt des US-Präsidenten gehandelt; die republikanische Nominierung ging aber letztlich an Alf Landon. In der Folge zog sich Fletcher weitgehend ins Privatleben zurück. Er starb 1959 und wurde auf dem Nationalfriedhof Arlington beigesetzt.